# Lycorhinus
Lycorhinus é um gênero de dinossauro ornitísquio heterodontossaurídeo dos estratos do Jurássico Inferior (idade Hettangiana a Sinemuriana) da Formação Elliot localizada na Província do Cabo, África do Sul. A espécie-tipo é denominada Lycorhinus angustidens. 

## Descoberta
O material fóssil consiste em dentários e maxilas, daí os caracteres mencionados pelo nome Lycorhinus angustidens que Sidney H. Haughton atribuiu aos restos mortais em 1924, onde o nome genérico significa "focinho de lobo", pois foi inicialmente identificado erroneamente como um cinodonte, e o descritor específico significa "dente contraído".
O holótipo, SAM 3606, consiste em uma mandíbula encontrada pelo Dr. M. Ricono. Três outras espécies de Lycorhinus foram nomeadas. Lycorhinus parvidens foi criado por Robert Broom e Lycorhinus tucki por Richard Anthony Thulborn em 1970, renomeando Heterodontosaurus tucki, mas estes não conseguiram encontrar reconhecimento. Lycorhinus consors, nomeado por Thulborn em 1974, foi renomeado como Abrictosaurus por James Hopson em 1975.

### Lanasaurus
O tipo e única espécie de Lanasaurus é L. scalpridens, descrito por Christopher Gow em 1975 no mesmo horizonte que Lycorhinus. O nome genérico é derivado do latim lana, "lã" e do grego saurus, "lagarto", e homenageia o professor Alfred Walter Crompton, apelidado de "Fuzz" por causa de seu cabelo lanoso. O nome específico é derivado do latim scalprum, "cinzel", e dens, "dente". É baseado em um osso parcial da mandíbula superior, a maxila, holótipo BP/1/4244, encontrado na Formação Elliot Superior do Estado Livre. Os dentes apresentam um padrão típico de substituição em que, durante cada ciclo de substituição, um terceiro dente é renovado.
O próprio Gow concluiu em 1990 que o holótipo do Lanasaurus era na verdade um espécime de Lycorhinus angustidens. Isso tem sido comumente aceito desde então.

## Descrição

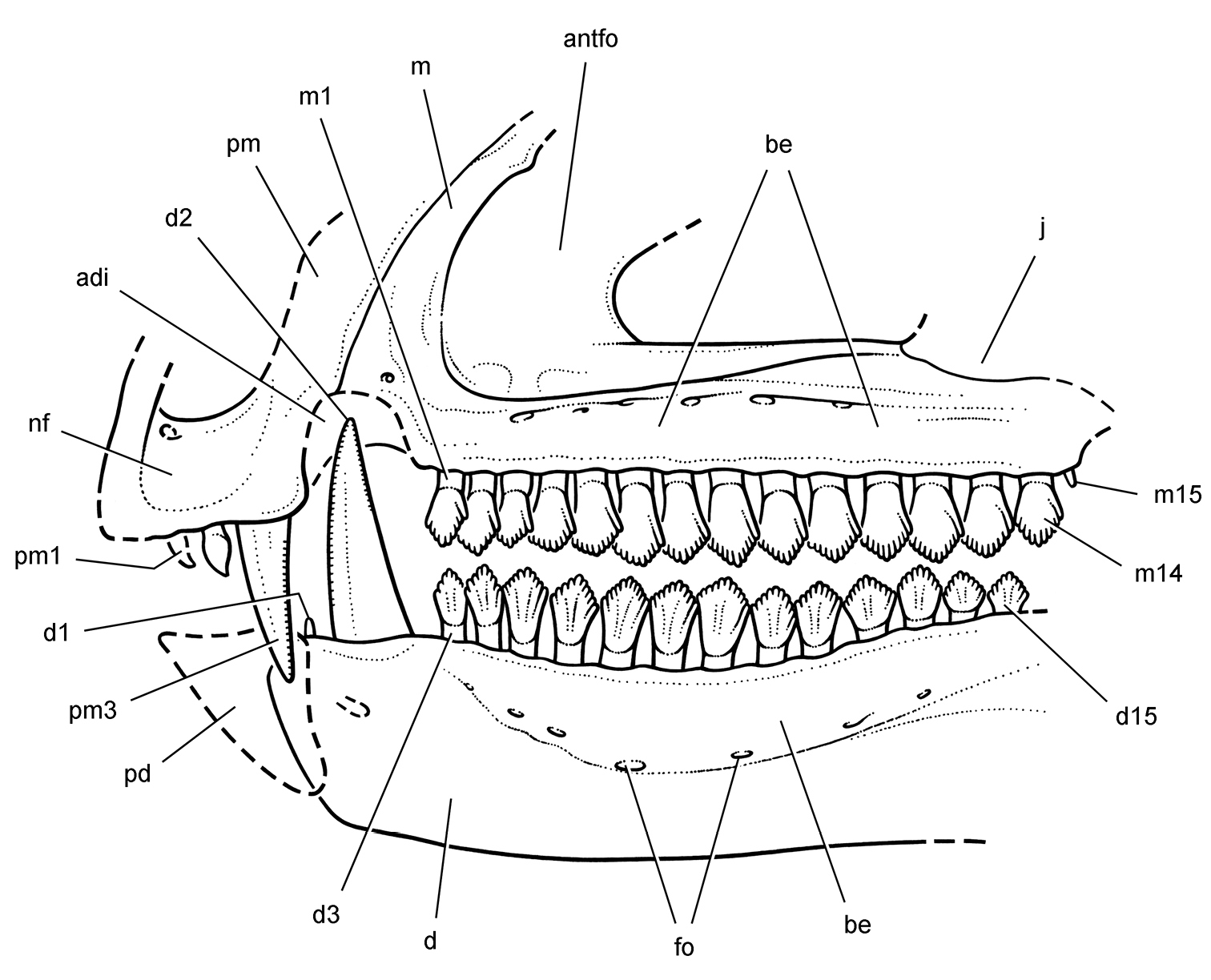
Diagram do crânio de Lycorhinus

Lycorhinus, incluindo os restos mortais descritos por Gow em 1975 como Lanasaurus, era um pequeno dinossauro herbívoro, com cerca de 1,2 metros de comprimento. Tinha longos caninos que ostentava em suas mandíbulas como Heterodontosaurus, razão pelo qual se considerou este último como seu sinônimo.

## Classificação
Acredita-se que L. angustidens seja alinhado ao Heterodontosaurus. Em 1962 Alfred Walter Crompton reconheceu que se tratava de um dinossauro ornitísquio. Thulborn em 1971 criou um Lycorhinidae separado, Entretanto Alfred Romer já havia classifcado o gênero em Heterodontosauridae em 1966. As análises filogenéticas mais recentes de Lycorhinus mantêm a atribuição de Romer, e tem sido a classificação atual conforme o cladograma abaixo de Paul Sereno em 2012.
|  | Echinodon  |
|  |            |
|  | Fruitadens |
|  |            |
|  | Tianyulong |
|  |            |

|  | Pegomastax |
|  |            |
|  | Manidens   |
|  |            |

|  | Abrictosaurus     |
|  |                   |
|  | Heterodontosaurus |
|  |                   |

|  | Pegomastax |
|  |            |
|  | Manidens   |
|  |            |

|  | Abrictosaurus     |
|  |                   |
|  | Heterodontosaurus |
|  |                   |

|  | Pegomastax |
|  |            |
|  | Manidens   |
|  |            |

|  | Abrictosaurus     |
|  |                   |
|  | Heterodontosaurus |
|  |                   |

|  | Pegomastax |
|  |            |
|  | Manidens   |
|  |            |

|  | Abrictosaurus     |
|  |                   |
|  | Heterodontosaurus |
|  |                   |

|  | Echinodon  |
|  |            |
|  | Fruitadens |
|  |            |
|  | Tianyulong |
|  |            |

|  | Pegomastax |
|  |            |
|  | Manidens   |
|  |            |

|  | Abrictosaurus     |
|  |                   |
|  | Heterodontosaurus |
|  |                   |

|  | Pegomastax |
|  |            |
|  | Manidens   |
|  |            |

|  | Abrictosaurus     |
|  |                   |
|  | Heterodontosaurus |
|  |                   |

|  | Pegomastax |
|  |            |
|  | Manidens   |
|  |            |

|  | Abrictosaurus     |
|  |                   |
|  | Heterodontosaurus |
|  |                   |

|  | Pegomastax |
|  |            |
|  | Manidens   |
|  |            |

|  | Abrictosaurus     |
|  |                   |
|  | Heterodontosaurus |
|  |                   |